# Resolução da Assembleia Geral das Nações Unidas
Uma resolução da Assembleia Geral das Nações unidas é uma decisão tomada pela Assembleia Geral das Nações Unidas sem força jurídica no direito internacional público, diferentemente das resoluções do Conselho de Segurança das Nações Unidas. Tal resolução é aceita se for votada pela maioria absoluta dos membros (a não ser algumas questões importantes que exigem uma maioria de dois terços).

## Seleção das resoluções
Esta lista contém algumas resoluções consideradas como importantes. A descrição que se segue é de cada uma antes da data de votação; a escolha das palavras não deve ser vista como uma tomada de posição deste artigo
- 1947
  - Resolução 181: Passada em grande maioria em 29 de novembro de 1947, tratando da partição da Palestina preparada pela UNSCOP. Apesar da sua falta de força jurídica, o texto provocou reações fortes dentro da população árabe da Palestina.

- 1959
  - Resolução 1353: Esta resolução, a n°1723 e a n°2079, todas acerca do Tibete, foram aprovadas em um momento em que a República Popular da China não fazia parte das Nações Unidas, e, por conseguinte, não poderia contribuir para o debate.
- 1961
  - Resolução 1723: Reconhece e afirma o direito do povo tibetano para a autodeterminação, que condena a violação da presente lei e de chamadas para a sua restauração.[1] Desde 1965, eles nunca foram renovadas, e durante a admissão da República Popular da China, em 1971, ela não foi levada em conta.
- 1965
  - Resolução 2079:
- 1971
  - Resolução 2758: restauração dos legítimos direitos da República Popular da China na Organização das Nações Unidas (25 de outubro de 1971, excluindo a República da China — Taiwan e reconhecendo a República Popular da China como membro).
- 1973
  - Resolução 3236: "Reafirma os direitos inalienáveis do povo palestino, na Palestina".
- 1975
  - Resolução 3379: "decretou que o sionismo é uma forma de racismo e discriminação racial." Revogada em 16 de dezembro de 1991.[2]
- 1991
  - Resolução 4686: "revoga a resolução 3379".
- 2014
  - Resolução 68/262: "integridade territorial da Ucrânia".